# Abilene, Teksas
Abilene je grad u američkoj saveznoj državi Teksas. Prema popisu stanovništva iz 2010. u njemu je živjelo 117.063 stanovnika.